# Modest Solans Mur
Modest Solans Mur (Barbastro, Huesca, 23 de noviembre de 1951 – Guadix, Granada, 8 de junio de 2012) fue un escritor español, poeta de la transición y traductor.

## Biografía
Tras cursar el bachillerato en Barbastro y la Seo de Urgel, en 1970 ingresó en la Facultad de Filología de la Universidad de Barcelona. Allí entró en contacto con otros escritores generacionales de la Facultad de Filología y juntos editaron la revista de literatura qwert poiuy que, en 1978, se convertiría en Diwan, bajo la dirección de Alberto Cardín y Federico Jiménez Losantos. En 1979, deslumbrado por la cultura andalusí, se traslada al sur –primero a Huelva, después a Granada– lo que marcará su vida y su obra.
Entre 1982 y 1984 publica las traducciones El Cantar de los Cantares, 40 Suras del Coran o La Lectura y El zoco sin compradores (1983), una antología bilingüe de poemas árabes de los siglos XI-XIII. En la misma época traduce a Baudelaire, Rimbaud y Kavafis y escribe el poemario El diván del Cuchillar, que sin embargo no publica. Alterna el trabajo como profesor de literatura con otras actividades culturales de la provincia de Huelva.  
En 1986 se instala definitivamente en Guadix, Granada, donde edita la revista Wadi-As.
Gran aficionado al ajedrez, escribió un buen número de artículos sobre los orígenes e historia del juego. Entre ellos destaca el publicado en 1993 ¿Es Isabel la Católica la Reina del Ajedrez? en el que se formula, quizá por primera vez, la hipótesis de que la introducción en el ajedrez moderno de la figura de "la reina" o "dama" estuvo inspirada por la monarca. En 1994 termina de desarrollar el Ajedrez del Rey Batallador, una variante del ajedrez con cartas y dados.
Su traducción de las Aventuras de Alicia bajo tierra de Lewis Carroll se publicó en 2012 y de nuevo vio la luz, en edición bilingüe, en 2014.
Cuatro años después se reeditó El zoco sin compradores, en versión corregida y ampliada. Una selección de su obra poética se publicó en 2022 bajo el título El diván del Cuchillar y otros poemas.

## Obra literaria

### Traducciones
- El Cantar de los Cantares. Huelva, 1982.
- 40 suras de Al-Qorhan o La Lectura. Huelva, 1982.
- El zoco sin compradores. Poesía de al-Ándalus - Siglos XI a XIII, edición bilingüe. Sevilla, 1983.
- Aventuras de Alicia bajo tierra, de Lewis Carrol, ilustrado por Leonor Solans. Granada, 2012.
- Aventuras de Alicia bajo tierra, de Lewis Carrol, edición bilingüe. Granada: Esdrújula, 2014.
- El zoco sin compradores. Poesía de al-Ándalus - Siglos XI a XIII, reedición bilingüe revisada y ampliada, ilustrado por Leonor Solans. Granada, 2018.

### Poesía
El diván del Cuchillar y otros poemas. Granada, 2022.